# Can Pau Andreu
Can Pau Andreu és un edifici del municipi de Vidreres (Selva) inclosa en l'Inventari del Patrimoni Arquitectònic de Catalunya.

## Descripció
Es tracta d'una masia de planta rectangular constituïda per dos cossos adherits i annexionats, com són la masia pròpiament, que disposa de planta baixa amb tres obertures, com són el portal d'accés rectangular, de llinda monolítica conformant un arc pla, muntants de pedra i el dia recull una inscripció peculiar i sobretot molt àmplia i extensa que al·ludeix al propietari i a una de les reformes del segle XVIII: "En nom de Deú sia avera Maria ferme feu Pau Siverta i Andreu 2 de Juny 1774". El portal està flanquejat per dues obertures; la primera és irrellevant, mentre que la segona és de llinda monolítica, amb muntants de pedra cisellats i treballats amb molt d'encert i perícia i amb l'ampit treballat.
Pel que fa al primer pis o planta noble, aquest contempla tres obertures resolten segons els mateixos plantejaments formals i plàstics de llinda monolítica conformant un arc pla, i muntants de pedra. Es diferencien en el fet que la finestra central és sensiblement major, mentre que les dues dels extrems recullen respectivament dues dates significatives que poden apuntar a diverses intervencions o actuacions en la masia, com són "1765" i "1788". Tanmateix aquestes finestres dels extrems han estat compostes sobre la base del reaprofitament de pedres del molí ubicat en la propietat i que comentarem més endavant. El cos adherit o complementari, també està estructurat en dues plantes; en la planta baixa trobem únicament el portal d'accés rectangular, de llinda monolítica conformant un arc pla i muntants de pedra. Mentre que en el primer pis, també només hi ha una sola finestra reproduint l'esquema prototípic de llinda monolítica conformant un arc pla, muntants de pedra, també s'observa un reaprofitament de les pedres del molí en la zona concreta de l'emmarcament i en el dintell apareix inscrita una data com és la de "1785".
Dintre de la propietat, en les proximitats de la masia, cal destacar la presència de les restes d'un antic molí fariner, el qual és de planta rectangular, impulsat per aigua i que va estar en funcionament fins a l'any 1926-27. En l'actualitat només queda l'esquelet, és a dir, quatre parets físiques, ara bé sorprenentment destaca la pervivència d'una obertura rectangular, de llinda monolítica conformant un arc pla, muntants de pedra i amb una inscripció molt interessant en el dintell "Pau Andreu i Siberta me fesit 1767".
La masia està coberta amb una teulada de vessants a laterals.